# オシキャット
オシキャット(英：Ocicat)はネコの品種のひとつ。原産国はアメリカ。

## 特徴
1964年、アビシニアン、シャム、アメリカンショートヘアを交配して生まれた品種である。
野性的なルックスが特徴であるが、ベンガルのようなヤマネコ（アジアンレパード）との混血ではない。
ヒョウ柄（スポット）が特徴的。
このスポットはクラシックタビーがバラバラに切れたもので、サイドから見て体側のスポットの軌跡をたどると、クラシックタビーの雲形模様になる。
頭は丸味のあるくさび型で、顔はクーガー（アメリカライオン）フェイスである。
目は大き目のアーモンド型をしている。耳は大きく、頭頂部の左右の角に位置し、それぞれ斜め45度両耳では直角（90度）に開いている。
体格は筋肉質で引き締まっており、見た目より持ち重りする。体重はオスでは5.0 kg - 6.0 kg 以上が好ましい。
被毛は光沢があり、本しゅすのような手触りである。
タウニー（ブラウン）、チョコレート、シナモン、ブルー、ラベンダー、フォーンと、各シルバー系、エボニーシルバー、チョコレートシルバー、シナモンシルバー、ブルーシルバー、ラベンダーシルバー、フォーンシルバーの、計12色がある。

## 歴史
オシキャットの最初のブリーダーはミシガン州バークレーのバージニア・デイリーで、アビシニアンとシャムを1964年に交配させたのが始まりであった。一代目の子猫はアビシニアン似であったが、二代目で斑点模様の子猫が生まれた。トンガという名の猫はこのブリーダーの娘に「オシキャット」というあだ名で呼ばれた。「オシ」は模様が似ている「オセロット」から。
トンガは去勢手術を受け、ペットとして売られたが、その後もトンガの両親は更に斑点模様の子猫を生み、それがオシキャットを生む独立したプロジェクトとなった。他のブリーダーもこれに賛同し、同じ交配手順でシャムとアビシニアンの間に生まれた猫を更にシャムと交配させた。オシキャットは最初 CFA（en:Cat Fanciers' Association）に登録されたが、その後1987年にチャンピオンシップのショーに移された。今日、オシキャットはその野性的な外観と友好的な性格が世界中で人気となっている。

## 性格
オシキャットはとても社交的な品種で、犬の魂が猫の身体に入っているともいわれるくらいである。ほとんどが投げた物を取ってくるなどのゲームを憶えられ、ハーネスと綱をつけて歩き、呼ばれれば来て、指示をされたとおりに鳴いたり座ったりするなど、トレーニングした犬のようなことを憶えられる。また、ほとんどがおもちゃで遊び、敏捷で、一部では水に入ることを怖がらないものもいる。オシキャットはとても友好的な猫で、見知らぬ人にも近づいて触って欲しいという仕草をする。このような性格から、オシキャットは家族のペットとして馴染み、また他の動物とも生活できるといわれている。オシキャットは猫と常に一緒に居たい人にはとても良いペットであるが、人があまり好きでない猫と違って十分に世話をする必要がある。

## 飼育
活動的なので、よく運動できる環境で飼うのが望ましい。
生来のイエネコ血統で、人懐こく、甘えん坊。頭が良く、犬のように忠実である。
ただし、犬と違い孤独には比較的強いが退屈には弱い。
飼い主との結びつきを望み、愛情深く、とても飼いやすい良い性格とされるが、
甘えん坊なので、飼い主が向き合って可愛がる必要がある。
幾らか寒がりであり、冬の健康管理には気をつける必要がある。
歯肉炎にかかりやすい。

## ギャラリー

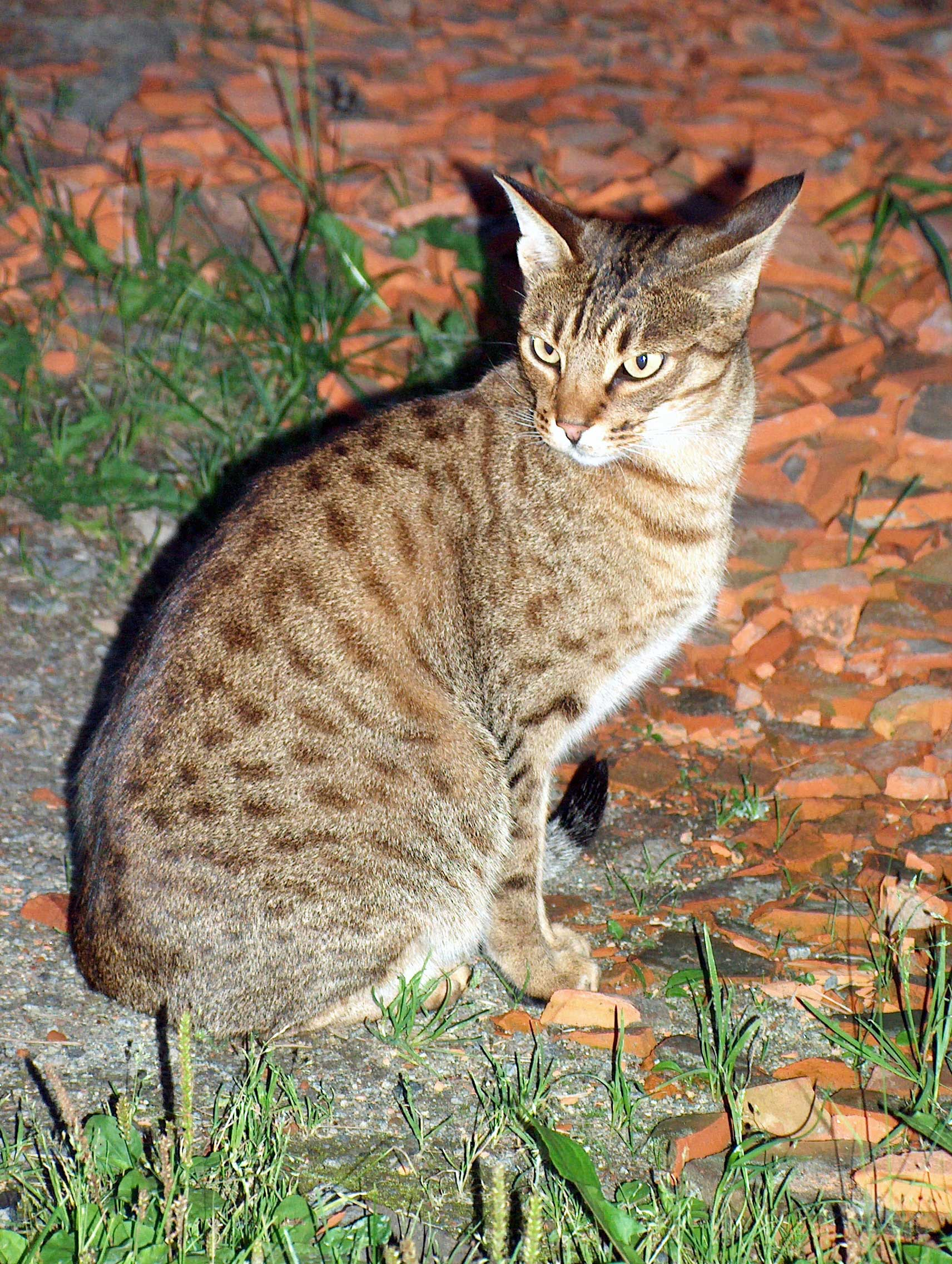
被毛に現れる豹柄が特徴
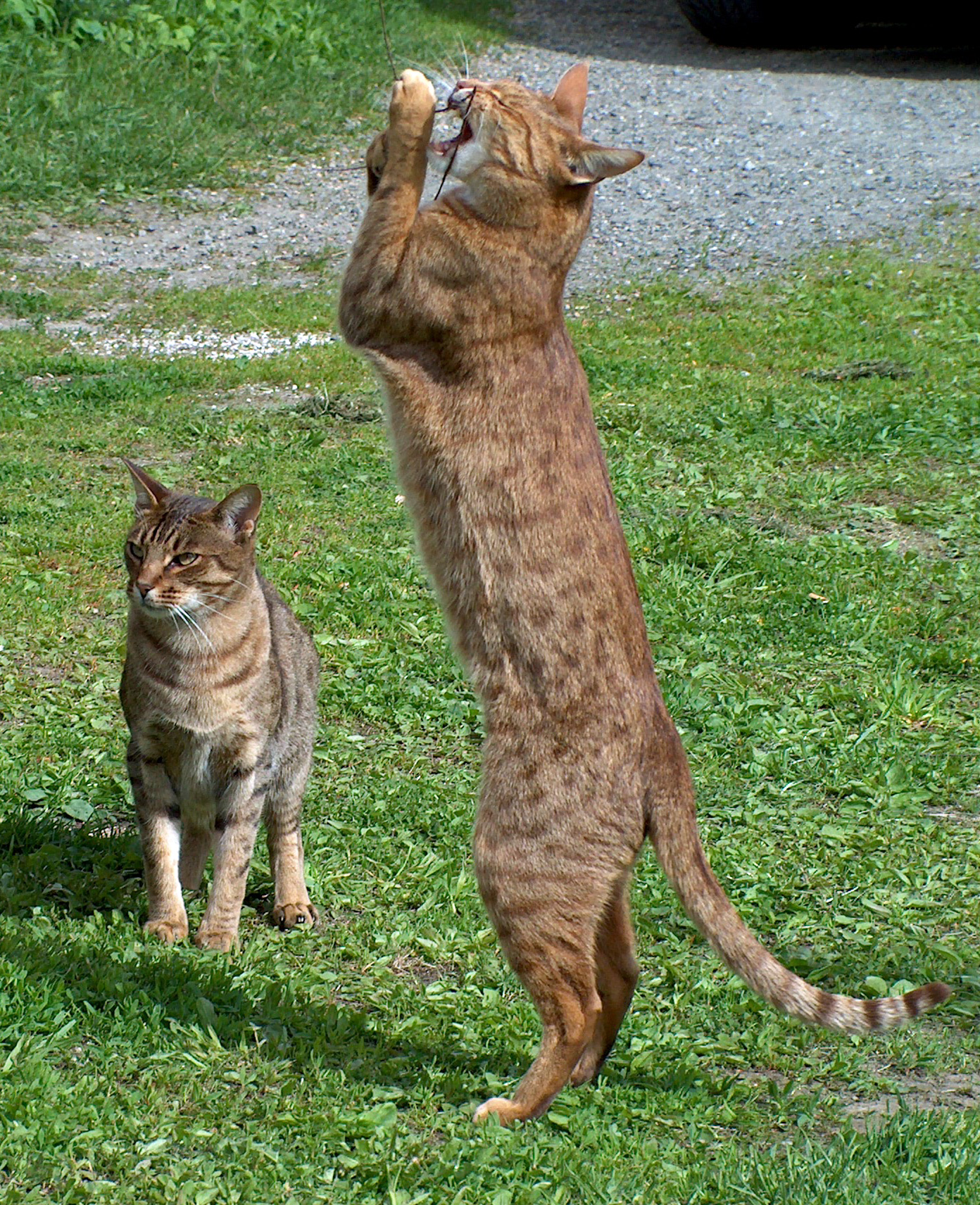
活発で人と遊ぶ事を好む